# Cucullia subcaerulea
Cucullia subcaerulea är en fjärilsart som beskrevs av Otto Staudinger 1901. Cucullia subcaerulea ingår i släktet Cucullia och familjen nattflyn. Inga underarter finns listade i Catalogue of Life.